# سان-لوي (غوادلوب)
سان-لوي (بالفرنسية: Saint-Louis)‏ هي بلدية فرنسية يسكنها 2582 نسمة (حسب إحصاء 1 يناير 2011)، وهي تقع في إقليم جوادلوب في جزر الأنتيل الصغرى.